# Saint-Estève XIII catalan
Pour les articles homonymes, voir UTC.
Maillots
Actualités
Saint-Estève XIII Catalan, auparavant nommé Union Treiziste Catalane, est un club français de rugby à XIII situé à Saint-Estève et à Perpignan, dans le département des Pyrénées-Orientales. Il est issu de la fusion en 2000 de deux clubs historiques : le XIII Catalan (onze titres de Champion de France) et l'A.S. Saint-Estève (six titres de Champion de France), rejoints ensuite par Saint-Cyprien. L'équipe évolue dans le championnat de France de rugby à XIII de première division depuis sa création.
Après cinq saisons de préparation d'une équipe en vue de son intégration en Super League en 2006, effective avec la création des Dragons catalans, Saint-Estève XIII catalan est devenu, depuis, en 2006 l'équipe réserve de ce dernier pour permettre aux joueurs espoirs de progresser au sein du Championnat de France avant d'intégrer éventuellement les Dragons Catalans. Entre 2000 et 2006, le club a remporté à une reprise le Championnat en 2005, et trois éditions de Coupe de France en 2001, 2004 et 2005. Depuis 2006, le club compte un nouveau titre de Championnat acquis en 2019, et trois éditions de Coupe de France en 2016, 2018 et 2025.
De nombreux internationaux sont passés ainsi par le club tels Aurélien Cologni, Thomas Bosc, Rémi Casty, Grégory Mounis, Laurent Frayssinous, Jamal Fakir ou plus récemment Tony Gigot, Morgan Escaré et Arthur Mourgue.

## Palmarès
| Championnat de France                                                | Coupe de France                                                                         |
| -------------------------------------------------------------------- | --------------------------------------------------------------------------------------- |
| - Champion (2) : 2005 et 2019. - Finaliste (3) : 2002, 2004 et 2013. | - Vainqueur (6) : 2001, 2004, 2005, 2016, 2018 et 2025. - Finaliste (2) : 2015 et 2019. |

## Histoire

### 2000: Genèse du projet Union Treiziste Catalane pour accéder à la Super League

Ancien logo

À la fin des années 90, le club mythique du XIII catalan, fondé en 1934, et son voisin, le club en devenir de Saint-Estève XIII, fondé en 1965, fusionnent afin de créer le plus gros club de rugby à XIII français. En 2000 l’Union Treiziste Catalane est née.
Après cette réunification, le club possède le plus gros palmarès du rugby à XIII français (17 titres de champions d'Élite 1 et 16 Coupes de France).
Cette fusion n'est pas sans intérêt car son président, Bernard Guasch, projette d'intégrer à court terme son club dans le prestigieux championnat anglais de la Super League.

### 2003-2005: Steve Deakin pilote le volet sportif pour intégrer la Super League
En 2004 le club compte déjà à son palmarès deux Coupes de France et deux finales de championnat d'Élite 1. C'est à ce moment-là, et à l'heure d'enregistrer les futurs franchises pour la saison 2006 de Super League, que la RFL (Rugby Football League) souhaite ouvrir ses frontières et c'est avec un grand bonheur que le club annoncera son intégration dans le plus grand championnat européen de rugby à XIII.
En attendant les sommets européens, le club suscite toutes les convoitises et c'est avec la plus grande joie que seront transférés de très bons joueurs dès la saison 2004-2005. Pour la dernière année de certains joueurs au sein de l'Élite, ils auront à cœur de réaliser une grande saison. Bilan : l'équipe restera invaincue toute la saison et réalisera le doublé Coupe / championnat.
En 2006 l'Union Treiziste Catalane intègre la Super League et les dirigeants décideront de créer un nouveau club sur les bases de l'UTC, les Dragons Catalans.

### 2006-2009: les Dragons Catalans intègrent la Super League et l'Union Treiziste Catalane en devient la réserve
Le club de l'UTC existe toujours et possède une nouvelle direction qui est associée au club des Dragons Catalans. L'UTC évolue à présent au stade de Saint-Estève et participe au Championnat d'Élite 1. Cette équipe est désormais la réserve des Dragons.

### 2009-2010: l'U.T.C. devient Saint-Estève XIII catalan, Rodney Howe devient entraîneur
En 2009, la direction décide de changer le nom du club. L'Union Treiziste Catalane devient Saint-Estève-XIII catalan en rapport aux deux écoles de rugby encore existantes.

### 2015-2020: Benoît Albert amène le club au titre du Championnat de France
En 2016, Saint-Estève XIII catalan atteint la finale de la Coupe de France en éliminant Toulouse Broncos (86-6), Carpentras (66-4) et Albi (48-16). Il retrouve Limoux en finale qui se dispute au stade Albert Domec de Carcassonne le 16 avril 2016. Le club remporta la finale sur le score de 33 à 16. C'est le premier trophée du club depuis l'avènement des Dragons Catalans.

### 2024-: Rémi Casty co-entraîneur avec Justin Murphy
Rémi Casty réintègre en parallèle le giron du club des Dragons Catalans en juillet 2023 en devenant entraîneur-adjoint de Justin Murphy de l'équipe réserve de Saint-Estève XIII Catalan, puis co-entraîneur de cette même équipe à partir de l'année suivante 2024-2025 avec J. Murphy remportant dès cette saison la Coupe de France 2025.

## Personnalités historiques du club

### Présidents
| Rang | Pays | Nom                                | Période   |  | Rang | Pays | Nom               | Période     |
| ---- | ---- | ---------------------------------- | --------- |  | ---- | ---- | ----------------- | ----------- |
| 1    |      | M. Jean-Christophe Vergeynst       | 2007-2012 |  | 2    |      | M. Gérard Caillis | 2012 - 2023 |
| 3    |      | M. Grégory Mounis M. Rémi Delherbe | 2023 -    |  |      |      |                   |             |

### Les entraîneurs
| - 2000-2003 : Marc Guasch-Mathieu Khedimi - 2003-2005 : Steve Deakin - 2005-2007 : Bruno Castany - 2007-2008 : Bruno Castany-Pascal Jampy - 2008-2009 : Pascal Jampy-Bruno Vergès - 2009-2010 : Rodney Howe | - 2010-2014: Steve Deakin - 2014-2015 : Cyrille Gossard - 2015-2015 : Patrick Noguera (interim) - 2015-2020 : Benoît Albert - 2020-2024 : Justin Murphy - 2024- : Justin Murphy-Rémi Casty |

### Joueurs emblématiques
- Thomas Ambert
- William Barthau
- Ilias Bergal
- Robin Brochon
- Aurélien Cologni
- Morgan Escaré
- Jamal Fakir
- Adel Fellous
- Romain Franco
- Laurent Frayssinous
- Louis Jouffret
- Cyrille Gossard
- Joan Guasch
- Thibaud Margalet
- Grégory Mounis
- Justin Murphy
- Ben Pomeroy
- Julien Rinaldi
- Stanislas Robin

## Historique des saisons
| Année                                                        | Année | Saison régulière Championnat de France                                           | Saison régulière Championnat de France                                           | Saison régulière Championnat de France                                           | Saison régulière Championnat de France                                           | Saison régulière Championnat de France                                           | Saison régulière Championnat de France                                           | Saison régulière Championnat de France                                           | Saison régulière Championnat de France                                           | Phase finale Championnat de France                                               | Phase finale Championnat de France                                               | Phase finale Championnat de France                                               | Phase finale Championnat de France                                               | Phase finale Championnat de France                                               | Phase finale Championnat de France                                               | Phase finale Championnat de France                                               | Coupe de France                                                                  |
| Année                                                        | Année | Class.                                                                           | Points                                                                           | MJ                                                                               | V.                                                                               | N.                                                                               | D.                                                                               | Pp.                                                                              | Pc.                                                                              | Perf.                                                                            | MJ                                                                               | V.                                                                               | N.                                                                               | D.                                                                               | Pp.                                                                              | Pc.                                                                              | Performance                                                                      |
| 2001                                                         | 2001  | 4e                                                                               | 51                                                                               |                                                                                  |                                                                                  |                                                                                  |                                                                                  |                                                                                  |                                                                                  | Demi-finale                                                                      | 4                                                                                | 2                                                                                | 0                                                                                | 2                                                                                | 139                                                                              | 91                                                                               | Vainqueur                                                                        |
| 2002                                                         | 2002  | 1er                                                                              | 52                                                                               | 20                                                                               | 16                                                                               | 0                                                                                | 4                                                                                |                                                                                  |                                                                                  | Finaliste                                                                        | 5                                                                                | 3                                                                                | 0                                                                                | 2                                                                                | 86                                                                               | 65                                                                               | Demi-finale                                                                      |
| 2003                                                         | 2003  | 3e                                                                               | 52                                                                               |                                                                                  |                                                                                  |                                                                                  |                                                                                  |                                                                                  |                                                                                  | Quart-de-finale                                                                  | 2                                                                                | 0                                                                                | 0                                                                                | 2                                                                                | 36                                                                               | 43                                                                               | Demi-finale                                                                      |
| 2004                                                         | 2004  | 1er                                                                              |                                                                                  |                                                                                  |                                                                                  |                                                                                  |                                                                                  |                                                                                  |                                                                                  | Finaliste                                                                        | 3                                                                                | 2                                                                                | 0                                                                                | 1                                                                                | 78                                                                               | 42                                                                               | Vainqueur                                                                        |
| 2005                                                         | 2005  | 1er                                                                              |                                                                                  |                                                                                  |                                                                                  |                                                                                  |                                                                                  |                                                                                  |                                                                                  | Champion                                                                         | 2                                                                                | 2                                                                                | 0                                                                                | 0                                                                                | 88                                                                               | 22                                                                               | Vainqueur                                                                        |
| Création des Dragons Catalans qui intègrent la Super League. |       |                                                                                  |                                                                                  |                                                                                  |                                                                                  |                                                                                  |                                                                                  |                                                                                  |                                                                                  |                                                                                  |                                                                                  |                                                                                  |                                                                                  |                                                                                  |                                                                                  |                                                                                  |                                                                                  |
| 2006                                                         | 2006  | 4e                                                                               | 47                                                                               | 20                                                                               | 13                                                                               | 1                                                                                | 6                                                                                | 710                                                                              | 462                                                                              | Demi-finale                                                                      | 3                                                                                | 2                                                                                | 0                                                                                | 1                                                                                | 68                                                                               | 76                                                                               | Quart de finale                                                                  |
| 2007                                                         | 2007  | 7e                                                                               | 41                                                                               | 20                                                                               | 10                                                                               | 1                                                                                | 9                                                                                | 518                                                                              | 498                                                                              | 2e tour                                                                          | 2                                                                                | 0                                                                                | 0                                                                                | 2                                                                                | 27                                                                               | 76                                                                               | Huitième de finale                                                               |
| 2008                                                         | 2008  | 5e                                                                               | 44                                                                               | 20                                                                               | 12                                                                               | 0                                                                                | 8                                                                                | 594                                                                              | 486                                                                              | 2e tour                                                                          | 2                                                                                | 1                                                                                | 0                                                                                | 1                                                                                | 49                                                                               | 42                                                                               | Huitième de finale                                                               |
| 2009                                                         | 2009  | 7e                                                                               | 39                                                                               | 20                                                                               | 10                                                                               | 0                                                                                | 10                                                                               | 515                                                                              | 506                                                                              | Non qualifié                                                                     | -                                                                                | -                                                                                | -                                                                                | -                                                                                | -                                                                                | -                                                                                | Quart-de-finale                                                                  |
| 2010                                                         | 2010  | 5e                                                                               | 32                                                                               | 16                                                                               | 8                                                                                | 0                                                                                | 8                                                                                | 454                                                                              | 374                                                                              | 1er tour                                                                         | 1                                                                                | 0                                                                                | 0                                                                                | 1                                                                                | 24                                                                               | 25                                                                               | Quart-de-finale                                                                  |
| 2011                                                         | 2011  | 7e                                                                               | 34                                                                               | 20                                                                               | 7                                                                                | 1                                                                                | 12                                                                               | 587                                                                              | 579                                                                              | Non qualifié                                                                     | -                                                                                | -                                                                                | -                                                                                | -                                                                                | -                                                                                | -                                                                                | Demi-finale                                                                      |
| 2012                                                         | 2012  | 6e                                                                               | 40                                                                               | 18                                                                               | 11                                                                               | 0                                                                                | 7                                                                                | 583                                                                              | 409                                                                              | 1er tour                                                                         | 1                                                                                | 0                                                                                | 0                                                                                | 1                                                                                | 12                                                                               | 36                                                                               | Quart-de-finale                                                                  |
| 2013                                                         | 2013  | 2e                                                                               | 41                                                                               | 17                                                                               | 12                                                                               | 0                                                                                | 6                                                                                | 478                                                                              | 304                                                                              | Finaliste                                                                        | 2                                                                                | 1                                                                                | 0                                                                                | 1                                                                                | 44                                                                               | 49                                                                               | Quart-de-finale                                                                  |
| 2014                                                         | 2014  | 3e                                                                               | 37                                                                               | 20                                                                               | 9                                                                                | 3                                                                                | 8                                                                                | 479                                                                              | 426                                                                              | Demi-finale                                                                      | 2                                                                                | 1                                                                                | 0                                                                                | 1                                                                                | 38                                                                               | 42                                                                               | Quart-de-finale                                                                  |
| 2015                                                         | 2015  | 4e                                                                               | 38                                                                               | 20                                                                               | 10                                                                               | 1                                                                                | 9                                                                                | 501                                                                              | 495                                                                              | Demi-finale                                                                      | 1                                                                                | 0                                                                                | 0                                                                                | 1                                                                                | 6                                                                                | 44                                                                               | Finaliste                                                                        |
| 2016                                                         | 2016  | 4e                                                                               | 47                                                                               | 20                                                                               | 13                                                                               | 1                                                                                | 6                                                                                | 692                                                                              | 404                                                                              | Demi-finale                                                                      | 3                                                                                | 2                                                                                | 0                                                                                | 1                                                                                | 82                                                                               | 44                                                                               | Vainqueur                                                                        |
| 2017                                                         | 2017  | 3e                                                                               | 45                                                                               | 20                                                                               | 13                                                                               | 0                                                                                | 7                                                                                | 634                                                                              | 398                                                                              | Demi-finale                                                                      | 2                                                                                | 1                                                                                | 0                                                                                | 1                                                                                | 88                                                                               | 64                                                                               | Huitième de finale                                                               |
| 2018                                                         | 2018  | 1er                                                                              | 49                                                                               | 19                                                                               | 15                                                                               | 0                                                                                | 4                                                                                | 674                                                                              | 270                                                                              | Demi-finale                                                                      | 1                                                                                | 1                                                                                | 0                                                                                | 0                                                                                | 23                                                                               | 16                                                                               | Vainqueur                                                                        |
| 2019                                                         | 2019  | 2e                                                                               | 45                                                                               | 19                                                                               | 14                                                                               | 0                                                                                | 5                                                                                | 608                                                                              | 440                                                                              | Champion                                                                         | 2                                                                                | 2                                                                                | 0                                                                                | 0                                                                                | 70                                                                               | 42                                                                               | Finaliste                                                                        |
| 2020                                                         | 2020  | Éditions annulées et titres non décernés en raison de la pandémie de coronavirus | Éditions annulées et titres non décernés en raison de la pandémie de coronavirus | Éditions annulées et titres non décernés en raison de la pandémie de coronavirus | Éditions annulées et titres non décernés en raison de la pandémie de coronavirus | Éditions annulées et titres non décernés en raison de la pandémie de coronavirus | Éditions annulées et titres non décernés en raison de la pandémie de coronavirus | Éditions annulées et titres non décernés en raison de la pandémie de coronavirus | Éditions annulées et titres non décernés en raison de la pandémie de coronavirus | Éditions annulées et titres non décernés en raison de la pandémie de coronavirus | Éditions annulées et titres non décernés en raison de la pandémie de coronavirus | Éditions annulées et titres non décernés en raison de la pandémie de coronavirus | Éditions annulées et titres non décernés en raison de la pandémie de coronavirus | Éditions annulées et titres non décernés en raison de la pandémie de coronavirus | Éditions annulées et titres non décernés en raison de la pandémie de coronavirus | Éditions annulées et titres non décernés en raison de la pandémie de coronavirus | Éditions annulées et titres non décernés en raison de la pandémie de coronavirus |
| 2021                                                         | 2021  | 3e                                                                               | 41                                                                               | 18                                                                               | 12                                                                               | 0                                                                                | 6                                                                                | 512                                                                              | 358                                                                              | Demi-finale                                                                      | 2                                                                                | 1                                                                                | 0                                                                                | 1                                                                                | 61                                                                               | 50                                                                               | Annulé                                                                           |
| 2022                                                         | 2022  | 5e                                                                               | 30                                                                               | 16                                                                               | 9                                                                                | 0                                                                                | 7                                                                                | 444                                                                              | 373                                                                              | Demi-finale                                                                      | 2                                                                                | 1                                                                                | 0                                                                                | 1                                                                                | 32                                                                               | 60                                                                               | Annulé                                                                           |
| 2023                                                         | 2023  | 8e                                                                               | 21                                                                               | 18                                                                               | 6                                                                                | 0                                                                                | 12                                                                               | 423                                                                              | 579                                                                              | Non qualifié                                                                     | -                                                                                | -                                                                                | -                                                                                | -                                                                                | -                                                                                | -                                                                                | Huitième de finale                                                               |
| 2024                                                         | 2024  | 6e                                                                               | 33                                                                               | 18                                                                               | 10                                                                               | 0                                                                                | 8                                                                                | 472                                                                              | 382                                                                              | 1er tour                                                                         | 1                                                                                | 0                                                                                | 0                                                                                | 1                                                                                | 10                                                                               | 44                                                                               | Demi-finale                                                                      |
| 2025                                                         | 2025  | 3e                                                                               | 43                                                                               | 20                                                                               | 13                                                                               | 0                                                                                | 7                                                                                | 484                                                                              | 414                                                                              | 1er tour                                                                         | 1                                                                                | 0                                                                                | 0                                                                                | 1                                                                                | 12                                                                               | 34                                                                               | Vainqueur                                                                        |